# Empoleon
Empoleon (エンペルト, Enperuto?, Emperte in de originele Japanse versie) is een grote pinguïn-achtige Pokémon. Qua kleur lijkt Empoleon meer op een echte pinguïn dan zijn vorige vormen (Piplup en Prinplup) doordat hij een donkere kleur blauw heeft. Empoleons poten zijn eigenlijk grote zwemvliezen. Empoleons vleugels hebben een blauwe staalrand en drie gouden klauwen aan de onderkant. Empoleon heeft twee kleine blauwe metalen vinnen om zijn nek die samenkomen tot één vin en zo verder lopen over zijn buik. Empoleon heeft twee goudgekleurde plekken op zijn bovenrug. Het opvallendste aan Empoleon is de drietand-achtige kroon die uit zijn snavel groeit. De grootte van deze kroon geeft aan hoe sterk Empoleon is; de leider van een kolonie Empoleon, Prinplup, en Piplup zal de grootste kroon hebben.
Empoleon kan sneller zwemmen dan een speedboat. Ook kan hij zijn messcherpe vleugels gebruiken om grote gletsjers in tweeën te doen splijten. Aangezien Empoleon een volledig geëvolueerde Pokemon is kan hij sterke aanvallen leren zoals Giga Impact en Hyper Beam. Als Empoleon zijn trainer erg aardig vindt, kan hij zelfs Hydro Cannon leren.

## Evolutieketen
Piplup → Prinplup → Empoleon